# Circondario di Camerino
Il circondario di Camerino è stato uno dei due circondari, esistiti dal 1860 al 1926, in cui era suddivisa la provincia di Macerata. Confinava a est con il circondario di Macerata e la provincia di Ascoli Piceno (circondario di Ascoli Piceno), a nord con il circondario di Macerata e la provincia e circondario di Ancona, a ovest e a sud con la provincia dell'Umbria (circondari di Foligno e Spoleto).

## Storia
Il circondario di Camerino fu istituito dal decreto Minghetti del 22 dicembre 1860, a parziale compensazione della soppressione della provincia di Camerino nel quadro della riorganizzazione territoriale delle Marche. La scelta del governo piemontese fu sostanzialmente indolore e non ebbe i risvolti drammatici della soppressione della provincia di Fermo.
Il circondario di Camerino venne soppresso nel 1926 e il territorio assegnato al circondario di Macerata.

## Territorio
Rispetto alla preesistente delegazione di Camerino il circondario era più ampio, avendo acquisito dall'Umbria il mandamento di Visso, costituito all'epoca dall'unico grande comune del capoluogo. L'acquisto di Visso compensava parzialmente la perdita del territorio di Gubbio da parte delle Marche.

## Suddivisione amministrativa
Il circondario di Camerino si divideva in 3 mandamenti e 20 comuni complessivi (1860).
| Mandamento | Comuni |
| ---------- | --- |
| Caldarola  | Caldarola Camporotondo di Fiastrone Cessapalombo Serrapetrona |
| Camerino   | Acquacanina Bolognola Camerino Castelraimondo Fiastra Fiordimonte Gagliole Fiuminata Muccia Monte San Polo Pievebovigliana Pieve Torina Pioraco Sefro Serravalle di Chienti |
| Visso      | Visso |